# Mauthäusl (Quer)

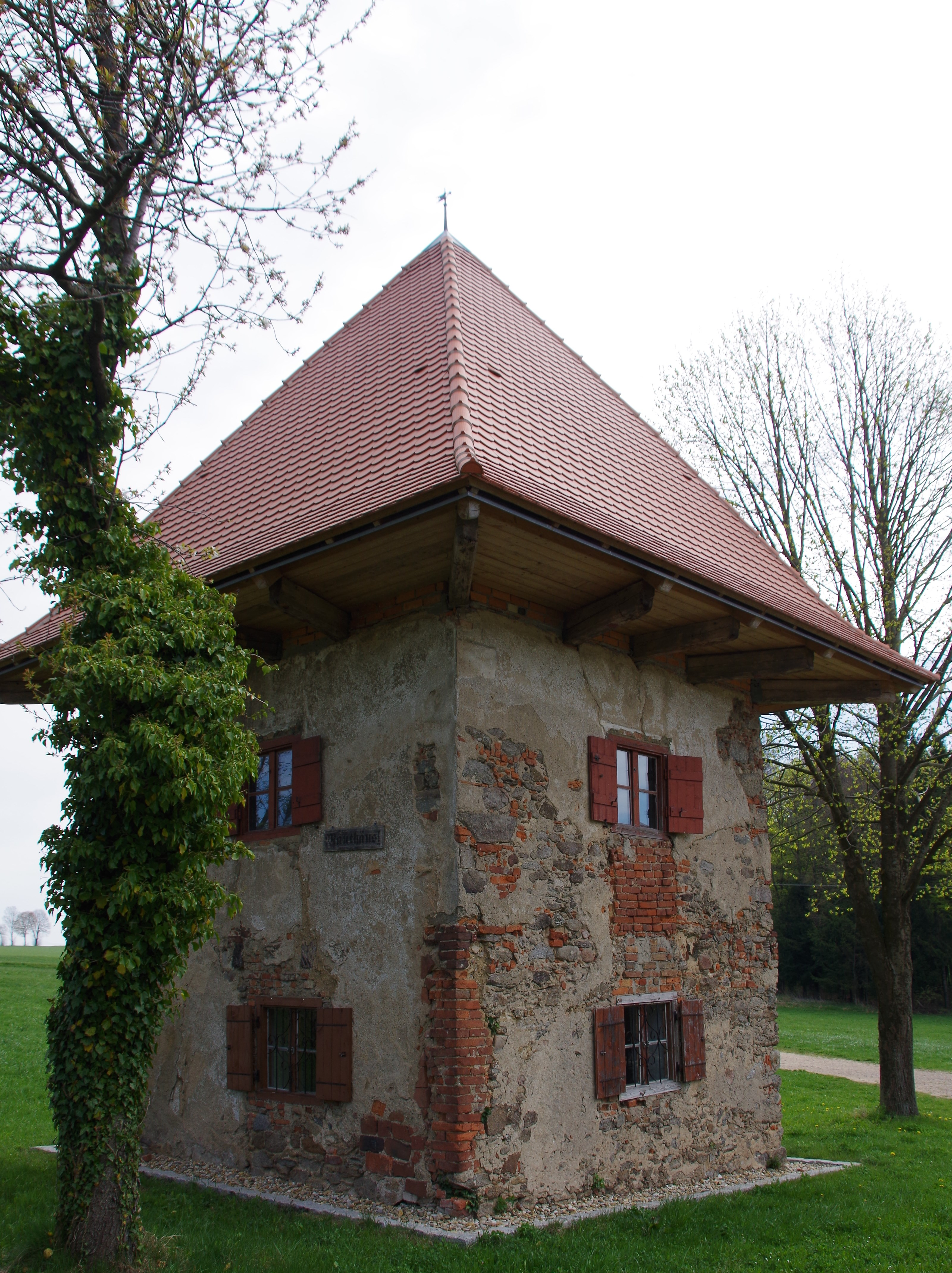
Ehemaliges Mauthäusl in Quer

Das sogenannte Mauthäusl in Quer, einem Gemeindeteil der oberpfälzischen Gemeinde Michelsneukirchen im Landkreis Cham in Bayern, wurde im 18. Jahrhundert errichtet. Das Gebäude mit der Adresse Sankt Quirin 3 ist ein geschütztes Baudenkmal.
Der turmartige zweigeschossige Viereckbau mit vorkragendem Zeltdach aus Bruchsteinmauerwerk mit Holzanbauten steht östlich der Kirche St. Quirin. Er wurde zur Regulierung der dreimal im Jahr stattfindenden Jahrmärkte errichtet.